# Booksmart
Booksmart és una pel·lícula estatunidenca de comèdia del 2019 dirigida per Olivia Wilde a partir d'un guió d'Emily Halpern, Sarah Haskins, Katie Silberman i Susanna Fogel. És protagonitzada per Kaitlyn Dever, Beanie Feldstein, Bellie Lourd i Jessica Williams.

## Repartiment
- Kaitlyn Dever com Amy
- Beanie Feldstein com Molly
- Noah Galvin com George
- Billie Lourd com Gigi
- Skyler Gisondo com Jared
- Jessica Williams com Ms. Fine
- Jason Sudeikis com Jordan Brown
- Lisa Kudrow com Charmaine
- Will Forte com Doug
- Mike O'Brien com Pat the Pizza Guy
- Diana Silvers com Hope
- Molly Gordon com Annabelle "Triple A"
- Mason Gooding com Nick
- Victoria Ruesga com Ryan
- Austin Crute com Alan
- Eduardo Franco com Theo
- Nico Hiraga com Tanner
- Stephanie Styles com Alison